# General George Patton Museum
General George Patton Museum (poprzednio Patton Museum of Cavalry and Armor) – muzeum wojskowe, zlokalizowane w Fort Knox w stanie Kentucky w Stanach Zjednoczonych.
Muzeum otwarte 30 maja 1949 prezentuje eksponaty związane z życiem i działalnością generała George’a Pattona, ale także związane z bronią pancerną od I wojny światowej do dziś. Oprócz czołgów i pojazdów opancerzonych wystawiane są tu także śmigłowce. Decyzją z 2005 muzeum pozostało w obecnym miejscu, a w Fort Benning planowane jest wzniesienie nowej siedziby dla The National Armor and Cavalry Museum. 
Ozdobą kolekcji są tu między innymi Panzerkampfwagen VI B Tiger II, M1 Abrams i M48 Patton.